# Metod Dragonja
Metod Dragonja, slovenski ekonomist, gospodarstvenik in politik, * 22. avgust 1954, Ljubljana.

## Življenjepis
Diplomiral je 1978 na ljubljanski ekonomski fakulteti in se zaposlil v ljubljanskem farmacevtskem podjetju Lek. Najprej je bil finančni vodja, od 1988 generalni direktor, od 1999 pa predsednik upravnega odbora.
Med 27. februarjem 1997 in 20. aprilom 1999 je bil v 4. vladi Republike Slovenije minister za gospodarske dejavnosti Republike Slovenije.